# Thijs Hannema
Thijs Hannema (24 maart 1994) is een Nederlands acteur.
Hannema begon bij het Jeugdtheater Hofplein in Rotterdam. Daar deed hij verschillende toneelstukken en opvoeringen. In 2010/2011 was hij te zien als "Wouter van der Brink" in de jeugdserie VRijland. In 2011 speelde hij samen met Abbey Hoes, Porgy Franssen en Eva Duijvestein in de televisiefilm Nina Satana, onder regie van Bram Schouw. Deze film ging op het Nederlands Film Festival 2011 in première.